# Dioscorea quinquelobata
Dioscorea quinquelobata är en enhjärtbladig växtart som beskrevs av Carl Peter Thunberg. Dioscorea quinquelobata ingår i släktet Dioscorea och familjen Dioscoreaceae. Inga underarter finns listade i Catalogue of Life.